# Uncharted: Golden Abyss
Uncharted: Golden Abyss (в официальной русской локализации — «Uncharted: Золотая бездна») — компьютерная игра в жанре приключенческого экшена с элементами платформера и шутера от третьего лица, разработанная американской студией Bend Studio и изданная компанией Sony Computer Entertainment в феврале 2012 года эксклюзивно для игровой консоли PlayStation Vita; в Японии игра вышла в декабре 2011 года. Как и в предыдущих частях франшизы Uncharted, главным героем является авантюрист-исследователь Нейтан Дрейк, который вместе со своей коллегой Марисой Чейз отправляется на поиски затерянного города Квивира. Подобно предыдущим играм, игровой процесс представляет собой приключенческий экшен, где игроки решают головоломки и сражаются с противниками.
Работа над концепцией Golden Abyss началась в 2008 году, когда Sony обратилась к Bend Studio с просьбой разработать новую часть Uncharted в качестве стартового эксклюзива к грядущей консоли PlayStation Vita. В связи с изменением спецификаций Vita, бо́льшая часть ранней разработки проводилась с использованием аппаратного обеспечения PlayStation 3. Производство контролировала создательница франшизы — Naughty Dog, а для разработки Bend Studio получила ресурсы от первых двух частей и технологию захвата движения. Главным руководителем и ведущим сценаристом выступил Джон Гарвин, над сценарием также работала одна из главных сценаристок Uncharted Эми Хенниг. Благодаря Хенниг к озвучиванию Нейтана Дрейка вернулся и Нолан Норт.
Официальный анонс Golden Abyss состоялся в январе 2011 года вместе с консолью PlayStation Vita. Игра получила положительные отзывы от критиков и игроков — её хвалили за графику, озвучку и воссозданный геймплей Uncharted на Vita, но критиковали за сюжетную кампанию и некоторые элементы управления для консоли. Игра также стала самой продаваемой игрой для Vita в США. Из-за автономного характера её повествования, Golden Abyss на текущий момент остаётся строго эксклюзивной игрой для Vita, и она не была включена в сборник Uncharted: The Nathan Drake Collection для PlayStation 4.

## Игровой процесс
Uncharted: Golden Abyss представляет собой игру в жанре action-adventure с видом от третьего лица с элементами платформера и головоломки. Игрок управляет «лицом» серии Uncharted Нейтаном Дрейком. Проходя серию линейных уровней, игрок исследует различные джунгли, руины храмов, пещеры и лагеря.
Нейтан может взобраться на уступы и прыгать между платформами, созданными окружением. Некоторые уровни содержат множество тропинок и скрытых локаций, где находятся коллекционные предметы в виде сокровищ. Иногда Дрейк может плавать по водоёмам и спускаться по реке на каноэ. В бою герой может скрытно нейтрализовать противника и вести стрельбу из оружия по группе вооруженных врагов. Стрелять можно как с точным прицеливанием, так и вслепую. Дрейк сможет подбирать и использовать различное оружие, включая пистолеты, пулемёты, дробовики, ракетницы и гранаты.
В управлении используются как комбинации традиционных команд с помощью джойстиков и кнопок, так и сенсорное и гироскопическое управление PlayStation Vita. Гироскопическое движение помогает Нейтану точнее прицеливаться из оружия или балансировать при ходьбе по канату, а сенсор нужен для управления персонажем по окружающей среде и выполнении атак в ближнем бою. Так же, как и в предыдущих частях, ближний бой выполнен в виде QTE. Кроме того, некоторые головоломки требуют использование сенсорного экрана для поиска подсказки или настройки механизмов. Функция заднего тачскрина консоли позволяет увеличивать изображение при необходимости и делать снимки окружающей обстановки.

## Сюжет
Главным героем игры является искатель приключений Нейтан Дрейк. Сюжет начинается у Врат Ада, ведущих к затерянному городу. Данте, стоящий около них, приказывает своему бойцу убить Нейтана. Главный герой следует наверх, по-тихому уничтожая врагов. Когда он забирается на второй ярус построек, в него стреляет один из бойцов Данте из РПГ-7. Нейт падает и события переносятся за две недели до этого.
Данте вместе с Дрейком прибывают в джунгли Панамы. По пути первый рассказывает второму про раскопки какого-то археолога, который пытался найти затерянный город Квивиру. Он случайно оговорился о генерале Гуэрро, который устроил революцию в Панаме из-за раскопок. Сразу после этого, подойдя к заброшенному карьерному грузовику, в них стреляют неизвестные. Нейтан убивает их. Герои приходят к месту раскопок. Их встречает Мариса Чейз — археолог, спутница Данте, которому неожиданно кто-то позвонил и он спешно ушёл.
Осмотрев всё, в далеке Нейт услышал стрельбу. К его несчастью, люди Гуэрро оказались совсем близко. После перестрелки главный герой и Чейз быстро покидают раскопки и обнаруживают, что джип Данте пропал. Археолог предлагает Дрейку подвезти его. В результате, они спускаются вниз, где их уже поджидал Гуэрро и сам Данте. Нейт пытается сбежать, но генерал оглушает его своим пистолетом.
Дрейк приходит в сознание в горящем здании без экипировки. Подойдя к решётке он слышит голос Чейз. Нейт выбирается из горящего здания. Видя, что приближается охрана, он оглушает одного из людей Гуэрро и отбирает у того пистолет. Чейз видела, как генерал забрал к себе Данте. Нейт идёт к нему на помощь, но впоследствии видит, что всё это время его партнёр работал на революционера. Чейз и Дрейк бегут к разрушенному помосту, где их встречает Данте. В порыве ярости Чейз толкает предателя в поток воды и он уплывает в неизвестном направлении. Нейт и археолог убегают от людей Гуэрро без оружия, но долго это не продолжается — как только они приближаются к обрыву, их догоняют. Нейтан прыгает в воду, его сносит вниз по течению.
Нейт и Чейз приходят в хранилище всех сокровищ и артефактов, которые нашёл Винсент Перес — дедушка последней. Они прибывают к карьеру, в котором происходят раскопки. Рядом Чейз обнаружила пикап её деда, что наводит её на мысль о том, что он может быть там. Спустившись вниз, Нейт собирает угольные копии химер, которые являются ключом к двери Храма и гробницы Маркоса. Убив всех врагов, Дрейк и его спутница поднимаются на уступ и осматривают площадку со статуями Братьев. Дверь в гробницу открывается, Чейз спускается вниз и от увиденного вскрикивает. Нейт немедленно спускается туда же, на его глазах предстаёт тело погибшего Винсента Переса. Чейз просит уйти Нейта, чтобы тот самостоятельно нашёл гробницу Маркоса, где Дрейк снимает угольные копии и забирает меч самого Маркоса. Герой спешит обратно к археологу, но его застаёт Данте с пистолетом. Сзади подходит Гуэрро и в переполохе он толкает Данте вниз к Нейту. Генерал пленит Чейз и приказывает отдать ему меч, иначе он убьёт девушку. Нейт кидает меч и защищается от армии Гуэрро. Чуть позже Данте приходит в себя и просит прощение у Нейта, понимая, что одному из западни ему не выбраться. Вскоре, они выбираются из заминированного карьера людьми Гуэрро. Данте и Дрейк уезжают на грузовике, а Чейз не успела спастись. Первый начал оскорблять второго. В результате, Данте разорвал контракт с Дрейком и в одиночку пошёл спасать Чейз.
Нейт просит помощи у своего давнего друга Салли. Вместе они отправляются в джунгли в поисках Храма Змей, карта которого была изображена на мече Маркоса. Через руины они добираются до места и вскоре оказываются на самой высокой его точке, откуда показываются Врата Богов. Путь героям преграждает обрыв, который им надо перепрыгнуть. Нейт перебирается на другую сторону, а Салли падает, повреждая ногу. Друг понимает, что будет обузой и не сможет продолжать путь до врат.
Дрейк оказывается на том же месте, откуда и начинался пролог игры. Нейт падает и снова забирается на второй ярус. Перестреляв всех бойцов Гуэрро и Данте, Нейт находит Чейз и она показывает ему каменную дверь, ведущую в затерянный город. Нейт открывает её с помощью амулета археолога. Они спускаются к озеру Призраков и садятся в лодку. Нейт обнаруживает трон Эстебана и исследует его. Он хочет унести как больше золота, но неожиданно в ранце Чейз начинает трещать счётчик Гейгера. По лестнице поднимается Данте, хлопающий в ладоши. Он забирает счётчик Гейгера у Нейта и выкидывает испанский меч, который Нейт вынул из тела Эстебана. Он знал про радиацию, и даже после этого он все равно хочет распродать это золото. Нейт после диалога выхватывает пистолет у Данте и застреливает бойца, сопровождавшего его. Начинается драка.
После неё Нейт говорит Данте уходить, пока пещера не взорвалась от мин Гуэрро. Тот отказывается, всячески вслед унижая Дрейка. Нейт и Чейз убегают.
В самом конце пещеры, около Врат Богов, в одну из колонн из РПГ-7 стреляет Гуэрро. Она придавливает Чейз. Нейт по уступам пробирается к Гуэрро. Герой кувырком швыряет генерала на горящий мост, который рушится и падает в пропасть. Дрейк спешит помочь Чейз. Отодвинув колонну, Нейт помогает археологу выбраться, из самой пещеры их спасает Салли.

## Разработка
Uncharted: Golden Abyss разработана Bend Studio — дочерней студией Sony Computer Entertainment, наиболее известной благодаря серии Syphon Filter. Bend Studio была одной из первых студий, получивших инсайдерскую информацию о предстоящей консоли PlayStataion Vita. Когда в 2008 году студия завершала работу над Resistance: Retribution для PlayStation Portable, команда решила разработать новую игру в серии Uncharted. На тот момент единственной игрой во франшизе была Drake’s Fortune. Sony выбрала в качестве разработчика Bend Studio отчасти благодаря их большой коллекции качественных игр для PSP. Изначально над Golden Abyss работала команда из девять человек, которая со временем расширилась до 55-ти. Помимо Bend Studio, над игрой работало ещё несколько студий: MK Productions помогала над созданием некоторых крупных локаций, Scratch Image занималась синхронизацией губ и лицевой анимацией, а Visual Arts и Services Group усовершенствовала технологию захвата движения. Музыку написал Клинт Баджакиан — музыкальный менеджер и второстепенный композитор основных частей Uncharted. Звуковое и музыкальное сопровождение было передано на аутсорсинг музыкальному персоналу из Sony составом из тридцати человек.
Разработка шла параллельно над завершающим этапом производства Among Thieves и началом создания Drake’s Deception. Разработку Golden Abyss контролировала создательница Uncharted — Naughty Dog. Если Sony сразу дала Bend Studio зелёный свет портативной игре, то Naughty Dog требовала уверенность и общение во время пре-продакшна. Для PlayStation Vita это был первый проект, что оказало дополнительное давление на студию. В течение первого года разработки проект не имел официального названия — рабочими названиями были Uncharted X и Uncharted: Dark Secrets. С января по декабрь 2011 года наступил критический период работы над игрой — разработчикам пришлось отказаться от каких-либо выходных ради завершения Golden Abyss в нужный срок, что создало огромную нагрузку на команду и побудило создать чёткие правила работы в будущих проектах. Технически воспроизводимая от начала и до конца альфа-версия была завершена в сентябре, а тестирование внутри фокус-группы позволило скорректировать время воспроизведения и оптимизировать некоторые элементы.

### Дизайн
Ранние сборки прототипов были созданы на оборудовании PlayStation 3, а специальный игровой движок появился только в последний год общей разработки проекта. Это был первый раз, когда Bend Studio работала с подобным аппаратным обеспечением, так как их предыдущая игра делалась на оборудовании от PlayStation 2 и переносилась на PlayStation Portable. В одном из прототипов Golden Abyss мир был открытым с несколькими квестами, но у Bend не было опыта в создании открытого мира, а также возникли проблемы с сюжетом, так что подобный дизайн был отклонён. Во время непосредственной разработки игры Bend Studio находилась в постоянном и детальном контакте с Sony по поводу PlayStation Vita, что давало им глубокое представление о том, как работает консоль. Такая тесная и открытая коммуникация привела к изменениям в производстве консоли после трудностей с PSP. Это также было ключом к продолжению производства после поломок оборудования. Частью производственного процесса Uncharted было создание достаточно сырого, но рабочего прототипа, чтобы разработчики поняли функции портативной консоли. Замкнутое повествование игры стало проблемой, поскольку пришлось сохранить несколько игровых сегментов, несмотря на негативное влияние на темп и характеристики игры. Ещё одной проблемой была её продолжительность. Позже Джон Гарвин говорил, что команда была чрезмерно амбициозной.
Ключевым нововведением игры стали добавленные функции сенсорного управления Vita — Гарвин считал, что если бы управление было похоже на то, что обычно используется на PlayStation 3, то команда потерпела бы неудачу. Постоянная проблема заключалась в том, что спецификации аппаратного обеспечения Vita постоянно менялись — примерно каждые три месяца поступала новая информация о консоли, а их набор для разработки был «размером с ПК». Когда были согласованы элементы управления, команде пришлось использовать контроллер Sixaxis от PlayStation 3, а до появления OLED-экрана с сенсором в их тестовом образце использовался стандартный экран PSP. Одной из самых сложных задач при разработке было заставить элементы гироскопического и сенсорного управления работать с традиционным управлением, сохраняя при этом стиль Uncharted. Момент с каноэ, в котором активно использовалось сенсорное управление, был сокращён из-за отрицательных отзывов тестировщиков.
Для разработки уровней и визуальных эффектов команда получила доступ к исходному коду и библиотеке с текстурами от первых двух игр Uncharted. Потенциально, графика на аппаратном обеспечении Vita соответствовала стандартам PlayStation 3, что позволило команде добиться визуального качества Uncharted 2, которая тогда поражала всех своей графикой. Bend очень хотела соответствовать качеству игр для «старшей» консоли, но у них было ограниченное число полигонов, поэтому разработчикам пришлось тщательно комбинировать с полигональными моделями и нарисованными фонами, чтобы имитировать стиль. Для упрощения дизайна локаций, около 80 % уровней использовали стандартную геометрию, а оставшиеся 20 % — уникальную архитектуру. В отличие от Resistance: Retribution, в которой на один кадр приходилось 50 тысяч полигонов, в Golden Abyss приходится около 260 тысяч.

### История и персонажи
Сценарий был написан Джоном Гарвином, автором Syphon Filter. В начале производства Гарвин встретился с главной сценаристкой Uncharted Эми Хенниг и президентом Naughty Dog Эваном Уэллсом и провёл «мозговой штурм», отбросив несколько ранних концепций. Эми также просмотрела сценарий Гарвина. На ранних презентациях проекта «старшим» лицам фигурировали джунгли и поиски Квивиры Нейтаном Дрейком. Сценарий был первым элементом, с которого началась разработка Golden Abyss, причём сюжет и ключевые сцены были в закрепе ещё до завершения разработки игровых элементов. Нейтан в здешней игре был описан как «более дерзкий, чем в основной трилогии, и он, скорее, ведомый другими, чем обособленный персонаж», а события в Golden Abyss стали для него как для авантюриста первыми по настоящему опасными приключениями. Когда Гарвин начал писать сценарий, он изначально считал, что это будет просто, но со временем он счёл сюжет франшизы и формулу Нейта очень сложной.
В самом начале работы над игрой Гарвин написал сюжетную линию, связанную с монахом Марко де Ницца, но на протяжении 2010 года персонажи и другие сюжетные линии менялись. В ранних концепциях в игре должны были быть два антагониста — Герро и его конкурент Салазар, но Эми Хенниг выразила беспокойство насчёт того, что это будет слишком похоже на злодеев первого Uncharted. История на какое-то время застряла на этом месте, пока Гарвин не придумал Данте, который придал Дрейку более оригинальный оттенок. Изначально повествование строилось на «ограблении гробниц в Меса-Верде, затерянных храмов на болотах Луизианы, ограблении музея во время урагана в Новом Орлеане и погони на лодках по Большому каньону». Вся концепция, кроме повествования в джунглях, была полностью переписана после критики и комментариев Эми Хенниг. Вторая версия сценария была основана на путешествии по открытому миру, но от неё пришлось отказаться из-за недостатка опыта разработчиков и несоответствия между характером Нейтана и его ролью наёмника. Итоговая версия сценария была построена на основе двух вышеупомянутых версий.
Персонаж Мариса Чейз претерпела несколько изменений после отзывов игроков-тестировщиков. Изначально она была персонажем, который много жалуется и постоянно попадает в чрезвычайные ситуации, а Дрейку приходилось её спасать. Это негативно сказывалось на статусе этакой Принцессы Пич из Mario. Поэтому ей придали более волевой характер, а в игровых эпизодах Нейт помогал ей сбежать, а не буквально спасал её напрямую. Во время разработки концепций были изменены или вырезаны некоторые детали сюжета и сцен. На начальном этапе разработки Golden Abyss должна была проходить между первой и второй частями Uncharted, в которых роль спутницы Нейта играла Елена Фишер, а также была показана часть истории происхождения Дрейка. Но в конечном счёте игра стала самостоятельным приквелом к первой игре. В запланированной главе Golden Abyss авторы должны были рассмотреть отношения между Нейтом и злодеем Among Thieves Гарри Флинном, а также продолжить повторяющуюся во франшизе сверхъестественную тематику. Но обе концепции были отброшены — отчасти потому что Naughty Dog уже работала над одной из концепций в Uncharted 3. Кроме того, отсутствие сверхъестественного помогло отличить Golden Abyss от основной серии. В игре также должен был быть эпизод с оползнем, однако его убрали из-за возможных ассоциаций с землетрясением в Японии 2011 года. Отброшенные идеи в конечном итоге негативно повлияли на темп и разработку игры.

### Актёрский состав
Хенниг сыграла ключевую роль в возвращении Нолана Норта к роли Нейтана Дрейка. Под её руководством также подбирался актёрский состав. Ричард Макгонагл повторил свою второплановую роль Виктора Салливана. Двумя заметными новичками в касте были опытный актёр озвучивания Джейсон Списак и актриса Кристин Лэйкин, исполнившие роли Данте и Марисы Чейз соответственно. Джон Гарвин вспоминал, что Хенниг говорила, что хорошие актёры смогут спасти даже плохие диалоги. Лэйкин называла своё участие в игре «воплощением детской мечты сняться в боевике в стиле Индианы Джонса». Чейз частично развивалась как персонаж во время озвучивания благодаря импровизациям актрисы. Норт также импровизировал во время озвучки своего персонажа, создав между персонажами и актёрами незапланированную, но желанную химию.
Как и предыдущие игры Uncharted, кат-сцены были отсняты в студии Naughty Dog в Калвер-Сити, где диалоги и действия записывались одновременно. В свою очередь, Naughty Dog предоставила Bend Studio доступ к технологии захвата движения из первых двух частей, сильно сократив время разработки. Для Кристин Лэйкин это был первый опыт в отыгрыше персонажа по такой технологии, и она старалась не допускать ошибок. За время работы она положительно высказывалась о работе с Ноланом Нортом и Ричардом Макгонаглом, хотя с последним она вместе не снималась, так как у их персонажей не было совместных сцен. В период с января по май 2011 года было проведено шесть трёхдневных съёмок после исправлений общей истории и перезаписи небольших сцен и диалогов.

## Анонс и выход
Слухи о существовании Uncharted: Golden Abyss просочились ещё с момента разработки, так как Bend Studio поделилась информацией о PlayStation Vita и своём предстоящем для неё проекте с другими заинтересованными студиями. Официальный анонс игры произошёл в январе 2011 года вместе с консолью. За несколько недель до анонса Bend Studio должна была подготовить демоверсию, приближённую к завершению конечного продукта. Подзаголовок Golden Abyss игра получила в июне того же года. Во всех регионах игра вышла в качестве стартового эксклюзива Vita в день выхода приставки.
В Японии игра вышла 17 декабря 2011 года. В японском озвучивании к роли Нейтана Дрейка вернулся Хироки Тоти, озвучивавший его в предыдущих играх. Игра также на территории Японии получила другой подзаголовок The Mapless Adventure Begins, отсылая на первое крупное приключение Дрейка. После релиза в Японии Bend Studio провела дальнейшую доработку проекта и подготовила новые функции, которые были доступны на релизе на Западе. В Северной Америке, Европе и Австралии игра вышла 15, 22 и 23 февраля 2012 года соответственно. Кроме того, Uncharted стала одной из первых игр, ставших временно бесплатной игрой месяца на Vita по подписке PlayStation Plus в ноябре того же года.
После выхода игра получила несколько DLC и обновлений. Так, DLC «Карта сокровищ» добавило для каждой главы карту с коллекционными предметами. В февральском обновлении 1.01 был добавлен «Чёрный рынок» — внутриигровой магазин, позволяющий игрокам обмениваться собранными предметами и получать за них вознаграждение. В майское обновление 1.02 были внесены мелкие исправления и решена проблема с автоматическим отключением PlayStation Network при запуске. В последнем патче 1.03 была реализована интеграция с карточной игрой Uncharted: Fight for Fortune.
На текущий момент Golden Abyss остаётся строго эксклюзивной игрой для PlayStation Vita. Когда Bluepoint Games занималась выпуском Uncharted: The Nathan Drake Collection на PlayStation 4, Naughty Dog рассматривала возможность включения Golden Abyss в сборник, но её не добавили из-за обособленного повествования игры.

## Отзывы критиков
| Сводный рейтинг       | Сводный рейтинг |
| Агрегатор             | Оценка          |
| --------------------- | --------------- |
| GameRankings          | 80,66 %         |
| Metacritic            | 80/100          |
| Иноязычные издания    |                 |
| Издание               | Оценка          |
| 1UP.com               | B               |
| Edge                  | 7/10            |
| EGM                   | 7/10            |
| Eurogamer             | 8/10            |
| Famitsu               | 35/40           |
| G4                    | [ 40 ]          |
| Game Informer         | 8/10            |
| GameRevolution        | [ 42 ]          |
| GameSpot              | 7/10            |
| GamesRadar+           | [ 44 ]          |
| GameTrailers          | 8,6/10          |
| IGN                   | 8,5/10          |
| Русскоязычные издания |                 |
| Издание               | Оценка          |
| «Игры Mail.ru»        | 8,5/10          |
| «Канобу»              | 8,5/10          |

Uncharted: Golden Abyss получила «в основном положительные отзывы» согласно сайту-агрегатору Metacritic — её рейтинг составляет 80 баллов из 100, основанный на 80 отзывах критиков. Uncharted стала четырнадцатой самой высокооценённой игрой 2012 года для Vita.
Джереми Пэриш из 1Up.com описал историю как «разыгрывающуюся прямиком из приключенческого сериала», отметив объём исторических исследований. Рецензенты журнала Edge сочли сюжетную линию интригующей и похвалили актёрскую игру Нолана Норта, но отмечали, что в истории слишком много экспозиции. Авторам статьи в Famitsu понравилось повествование, а один из рецензентов указывал, что мистические элементы более сильные, чем в основных играх. Рэю Карсильо из EGM понравился сюжет, назвав его достойным началом серии. Том Брэмуэлл из Eurogamer посчитал, что повествование в игре слабеет когда в нём теряются легенды франшизы, отмечая, что ему больше нравилось, когда сюжет фокусировался на знакомых персонажах. Робу Мануэлю из телеканала G4 понравились персонажи, но отмечал проблемы с повествованием и темпом игры. Мэтт Хегельсон из Game Informer также указал на допущенные ошибки в диалогах и отсутствие связи с основными частями Uncharted. Себастьян Мосс из Game Revolution похвалил попытку Гарвина передать стиль серии и связный сюжет, но Марк Уолтсон из GameSpot называл здешний сценарий «похожим на приличный фанфик». Холландер Купер из GamesRadar отметил, что сюжету не хватает силы, но его самостоятельный стиль позволяет игре стать началом подобных спин-оффов, а в GameTrailers отмечали, что стилистические элементы не позволяют повествованию быть скучным. Грег Миллер из IGN был не впечатлён повествованием.
Пэриш похвалил графику, сказав, что она подняла планку для портативных игр и превосходит многие современные проекты для «старших» консолей. Рецензенты Edge и один из четырёх авторов статьи Famitsu были поражены представленной графикой. Карсильо назвал графику в Golden Abyss «консольного качества». Том Брэмуэлл похвалил усилия разработчиков по созданию аппаратного обеспечения для Vita, несмотря на то, графика в Golden Abyss уступает в сравнении с предыдущими играми Uncharted. Роб Мануэль назвал графику в игре «достойной в серии», но отмечал некоторую её упрощённость. Мэтт Хегельсон назвал Golden Abyss самой красивой из когда-либо созданных игр для портативных консолей. Себастьян Мосс похвалил крупные планы, но критиковал низкокачественные фоны локаций. Уолтсон и Купер вскользь похвалили графическое оформление. Грег Миллер же говорил, что уровень графики Golden Abyss такой же, какой и в самой первой игре Uncharted.
Пэришу понравился геймплей и реализация аппаратных функций консоли. Edge сочли игровой процесс неплохим, но отмечали отсутствие инноваций в сравнении с играми Uncharted для домашних консолей. Famitsu также хвалили игровой процесс, но некоторые рецензенты выразили разочарование при выполнении головоломок с использованием сенсорного экрана. Карсильо неоднозначно отозвался о геймплее — он отмечал его прочную основу, но критиковал слишком навязчивые элементы геймплея, характерные для Vita. Брэмуэлл отмечал дополнительную свободу в исследовании локаций в сравнении с играми Uncharted для «старших» консолей. У Мануэля были неоднозначные впечатления от функций Vita, а Мосс отмечал недостаток контента и реиграбельности по сравнению с основными играми Uncharted. Уотсон писал, что геймплей компенсирует недостатки сюжета, несмотря на проблемы с интеллектом противников. Куперу понравился стандартный для Uncharted геймплей, но отмечал несколько непоследовательных или сбивающих с толку элементов дизайна локаций. Грег Миллер оценил игровой процесс как в целом соответствующий уровню основным играм.
Неоднозначную реакцию вызвали сенсорное и гироскопическое управление. Некоторые критики высоко оценили их реализацию, но часть из них сочла их неудобными или плохо реализованными. Другие рецензенты отметили, что разработчики слишком стремились выставить обе вариации управления напоказ, введя слишком много необязательных функций. У журналистов из Edge было неоднозначное мнение на этот счёт — они положительно высказались о гироскопическом прицеливании, но критиковали ненадёжный отклик.

### Продажи и награды
По данным Media Cteate, после первоначального выхода в Японии Golden Abyss дебютировала на восьмом месте японского чарта с тиражом в 48 тысяч. Игра также стала вторым бестселлером недели после Everybody’s Golf 6. В феврале 2012 года игра вошла в топ-20 самых продаваемых игр месяца, составленный NPD Group, став самой продаваемой игрой для Vita за этот период. В 2018 году Uncharted стала официально самой продаваемой игрой для PlayStation Vita в США. В Великобритании игра достигла вершины игровых чартов после выхода, а также стала самой продаваемой игрой месяца в PlayStation Network.
| Год  | Премия                                        | Категория                        | Результат | Источники |
| ---- | --------------------------------------------- | -------------------------------- | --------- | --------- |
| 2012 | NAVGTR                                        | Камера в игровом движке          | Номинация | [ 53 ]    |
| 2012 | NAVGTR                                        | Монтаж звука в игре              | Номинация | [ 53 ]    |
| 2013 | D.I.C.E. Awards                               | Портативная игра года            | Номинация | [ 54 ]    |
| 2013 | D.I.C.E. Awards                               | Выдающиеся достижения в анимации | Номинация | [ 54 ]    |
| 2013 | Премия Британской Академии в области видеоигр | Исполнение 2013 года             | Номинация | [ 55 ]    |
| 2013 | Премия Гильдии сценаристов США                | Видеоигры                        | Номинация | [ 56 ]    |